# Serge Gumienny
Serge Gumienny (født 14. april 1972) er en fodbolddommer fra Belgien. Han har dømt internationalt under det internationale fodboldforbund FIFA siden 2003, hvor han er placeret i den europæiske dommergruppe. Udover at dømme kampe i den belgiske liga har Gumienny dømt flere kampe i den hollandske Æresdivisionen.
Ved siden af den aktive dommerkarriere arbejder Gumienny som tolder.

## Kampe med danske hold
- Den 26. maj 2006: EM 2006 for U21 landshold: Danmark – Holland 1-1.
- Den 19. oktober 2006: UEFA Cuppen: OB – Parma 1-2.
- Den 2. oktober 2008: UEFA Cuppen: FC København – FC Moskva 1-1.